# Maquia

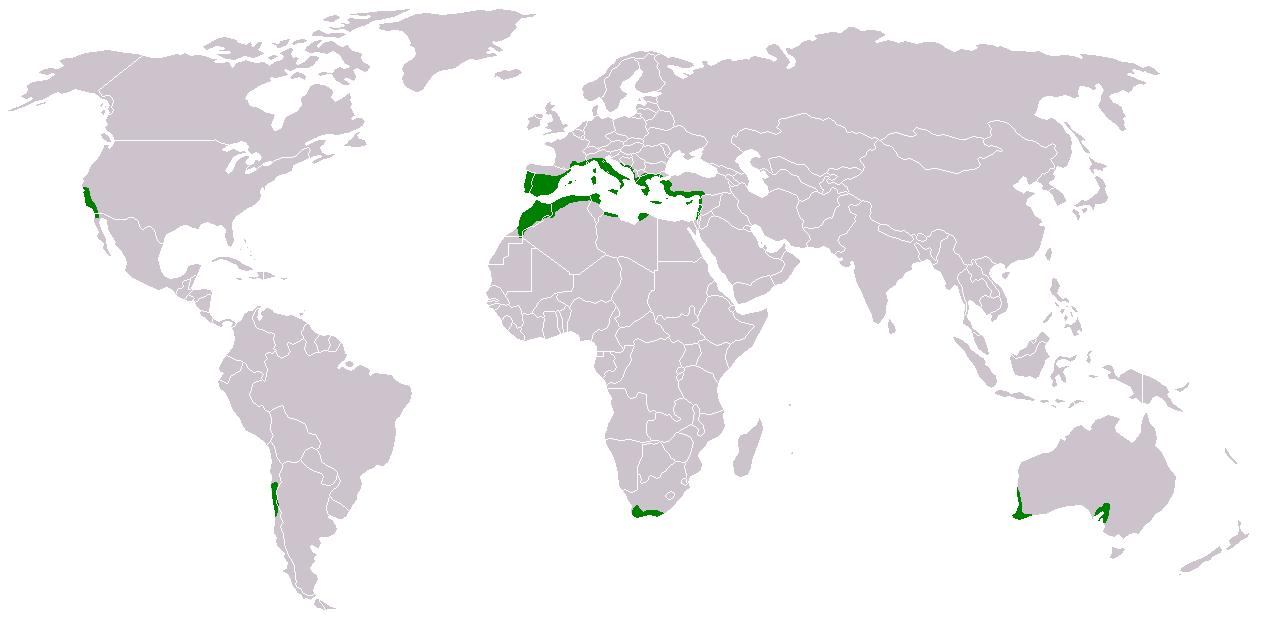
Presencia geográfica de las formaciones de maquis o maquia.

La maquia o maquis (del francés maquis, y este del italiano macchia, campo cubierto de maleza) es uno de los principales ecosistemas mediterráneos, una formación vegetal de especies perennes formada principalmente por arbustos y árboles termófilos, de altura media entre 50 cm a 4 m.
Presenta una estructura cuya composición varía conforme a la latitud y se encuentra en zonas semiáridas y áridas caracterizadas por inviernos suaves y veranos con pocas precipitaciones, mayoritariamente presente en la zona mediterránea, en laderas de cerros rocosos que finalizan en el mar; con poca profundidad de suelo y drenaje, en las que este tipo de formación vegetal juega un importante papel para evitar la erosión del terreno. Paralelamente, constituye un nicho ecológico, que ofrece alimento y refugio a insectos, anfibios, reptiles, aves y mamíferos. 
En zonas más interiores, la explotación forestal productiva con masivas talas de bosques de encinas y robles y la necesidad de campos para cultivar han sido las causas del deterioro del terreno y cambio de vegetación de los árboles.

## Características y clasificación

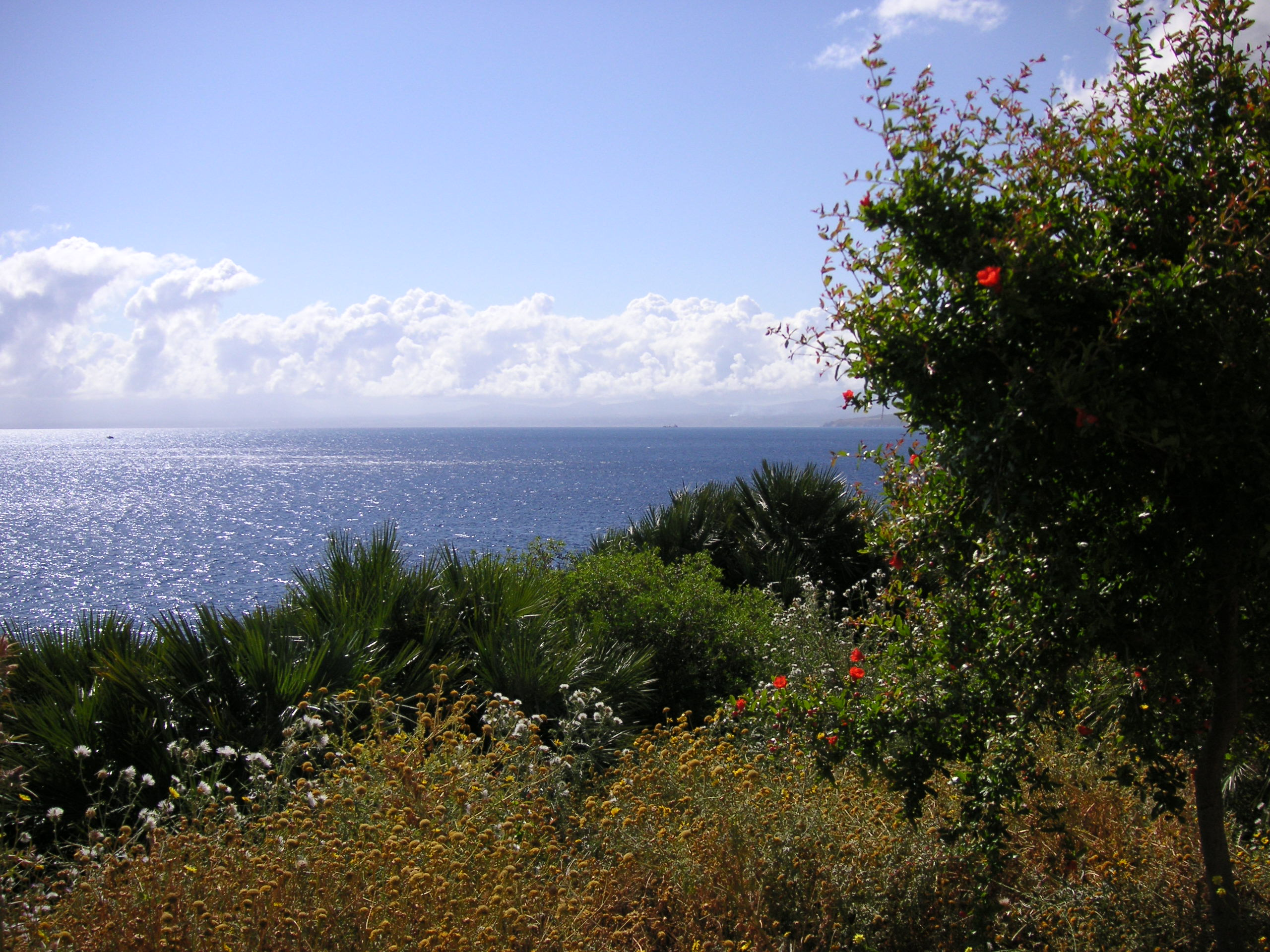
Formación de maquia en el litoral de Sicilia.

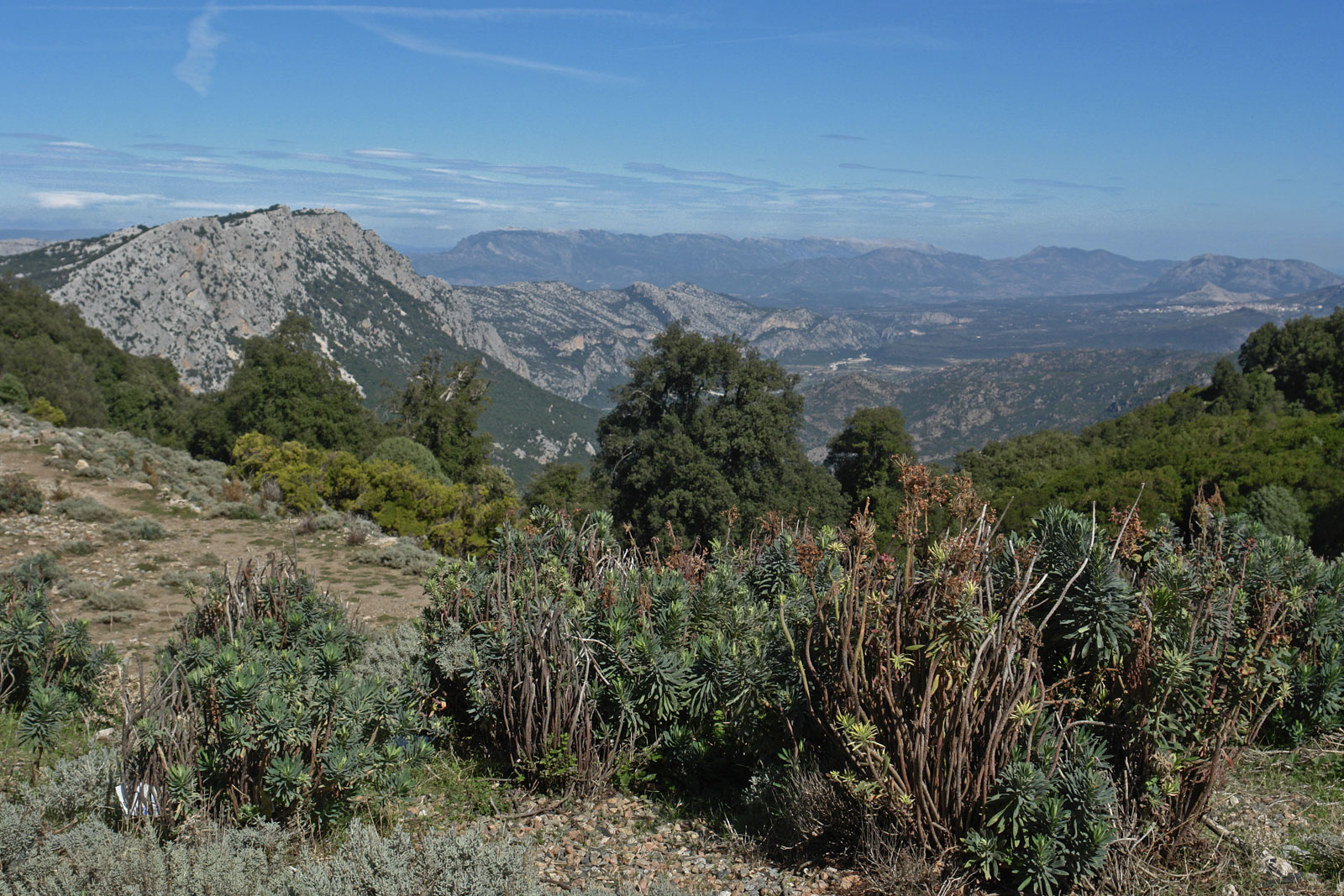
Formación de maquia en el interior de Cerdeña.

La maquia se caracteriza por ser una asociación compleja, establecida en suelos silíceos y por ser el resultado en general de la degradación de bosques de robles o encinas, donde la vegetación se estratifica en tres niveles: un nivel superior formado por especies arbóreas, otro intermedio formado por arbustos y el inferior o base, formado por vegetación herbácea. Esta estratificación optimiza el equilibrio natural, permite un mayor grado de aprovechamiento de la luz incidente en cada uno de los tres niveles y favorece un hábitat capaz de soportar las sequías.
En relación con la composición y el desarrollo de la vegetación, puede diferenciarse entre maquia alta, donde la vegetación presente en el nivel o estrato superior se compone principalmente de especies leñosas con follaje de hasta 4 m de altura, o maquia baja, en la cual la vegetación del estrato superior está representada principalmente por arbustos con follaje de 2 a 3 m de altura.

## Distribución
Además de la cuenca del mar Mediterráneo, la maquia se encuentra muy extendida en zonas costeras de California, Chile, el sur de Australia y Sudáfrica. Estas áreas con presencia de este tipo de ecosistema, a pesar de que sólo son aproximadamente un 2% de la superficie emergida de la Tierra, albergan más del 20 % de las especies en el planeta, lo que representa una reserva de la biodiversidad.

## Especies representativas

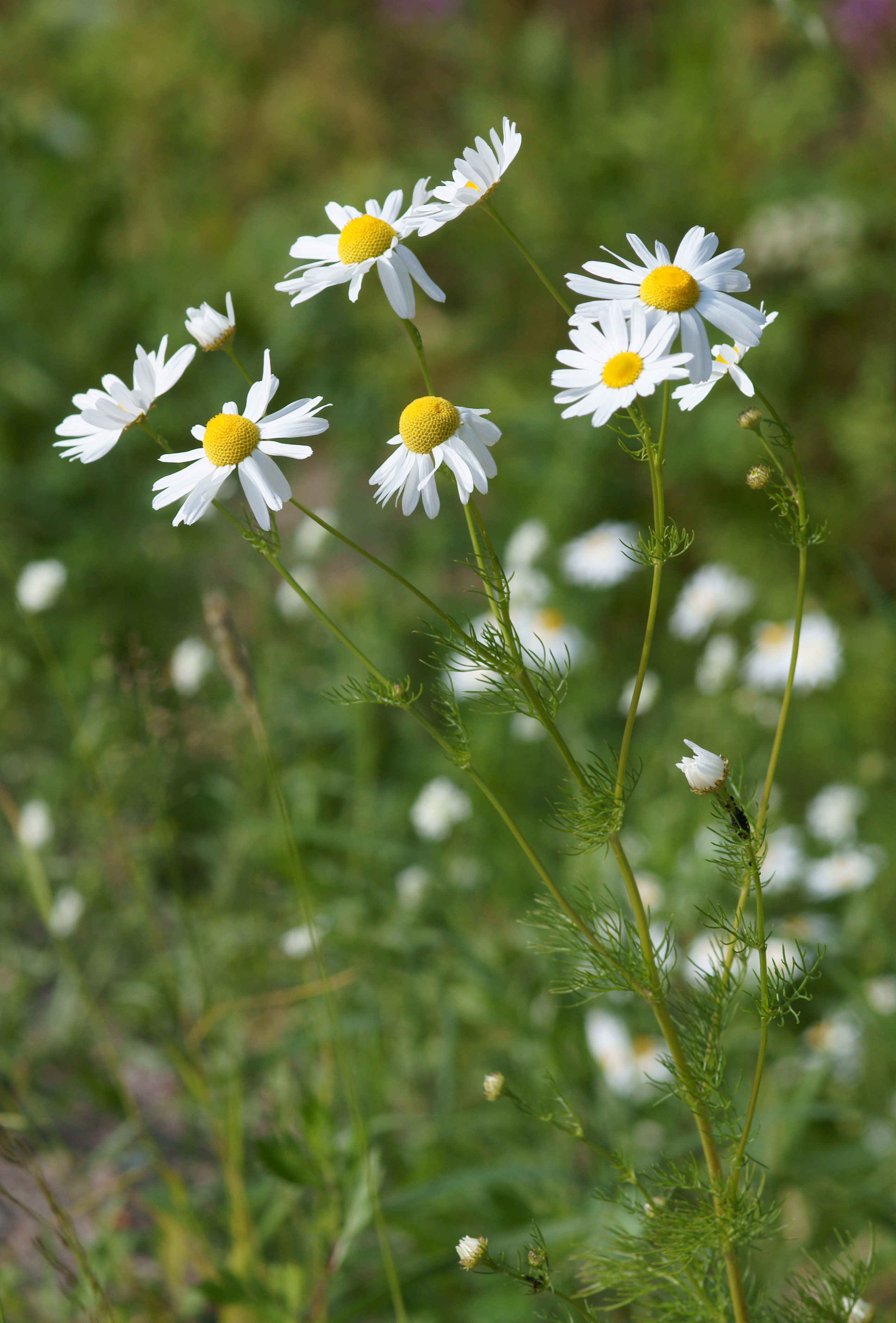
Camomila.

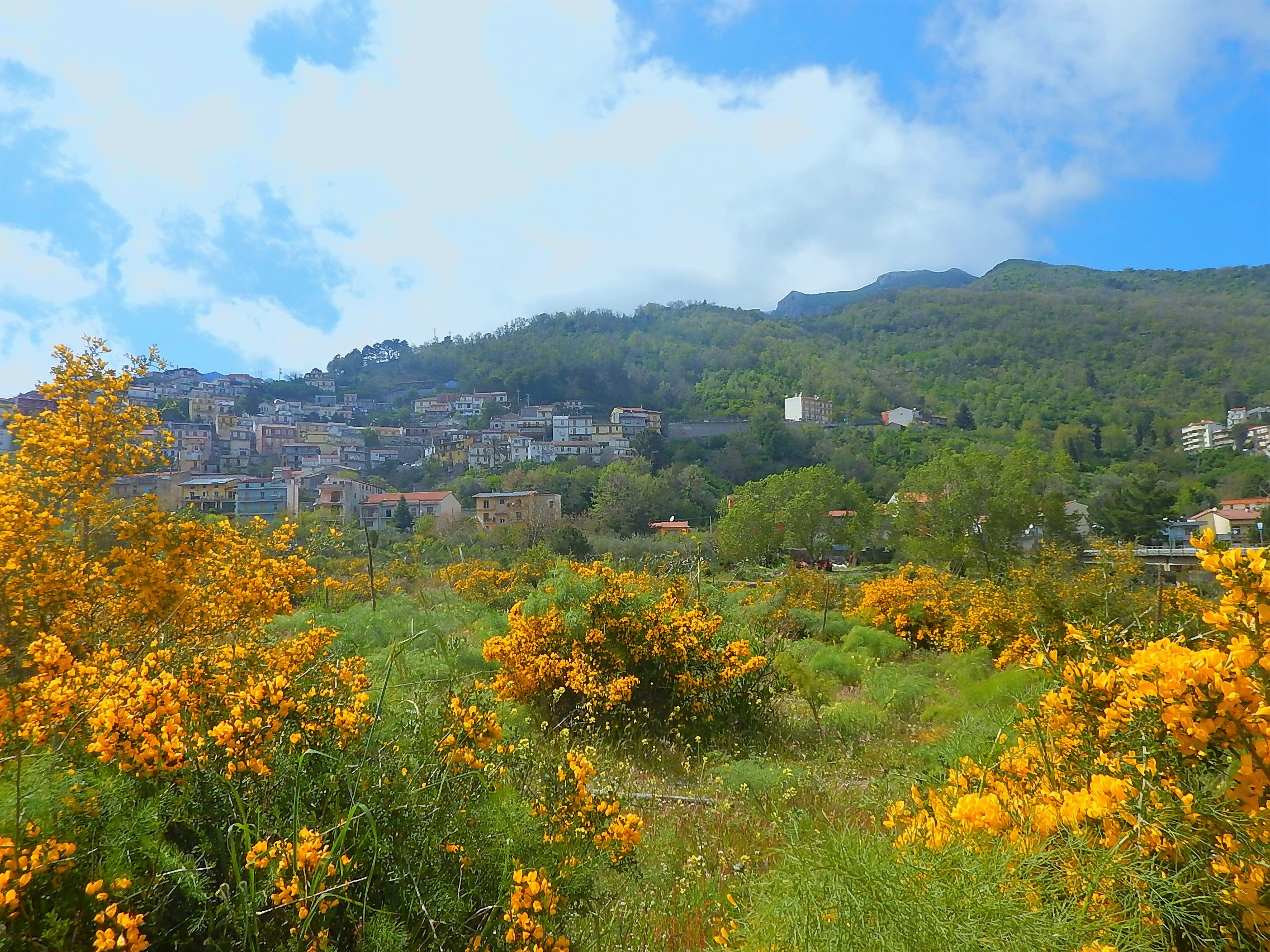
Escobas en primavera en Fondachelli Fantina, Sicilia.

Son representativas de este ecosistema especies de árboles del género Quercus, Phillyrea o algunas especies del género Juniperus, entre otras, y se pueden establecer como plantas características de la maquia:
- Camomila o Manzanilla (Matricaria chamomilla).
- Algarrobo (Ceratonia siliqua).
- Madroño (Arbutus unedo).
- Brezo blanco (Erica arborea).
- Jara estepa (Cistus laurifolius).
- Lentisco (Pistacia lentiscus).
- Mirto (Myrtus communis)
- Jaguarzo morisco (Cistus salviifolius)
- Flor de papel (Helichrysum)
- Cantueso (Lavandula stoechas)
- Romero (Salvia rosmarinus)
- Aliaga espinosa (Calicotome spinosa)